# Памятники Потёмкину
Памятники Потёмкину — категория монументальных скульптурных произведений, посвященных личности Г. А. Потёмкина — выдающегося деятеля Российской империи XVIII века.
Еще при жизни Г. А. Потёмкина было создано большое количество изображающих его скульптурных памятников, в основном бюстов.

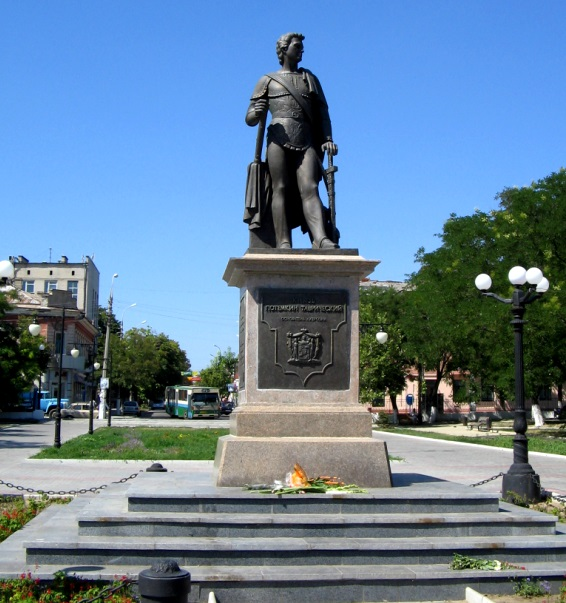
Памятник Потемкину в Херсоне

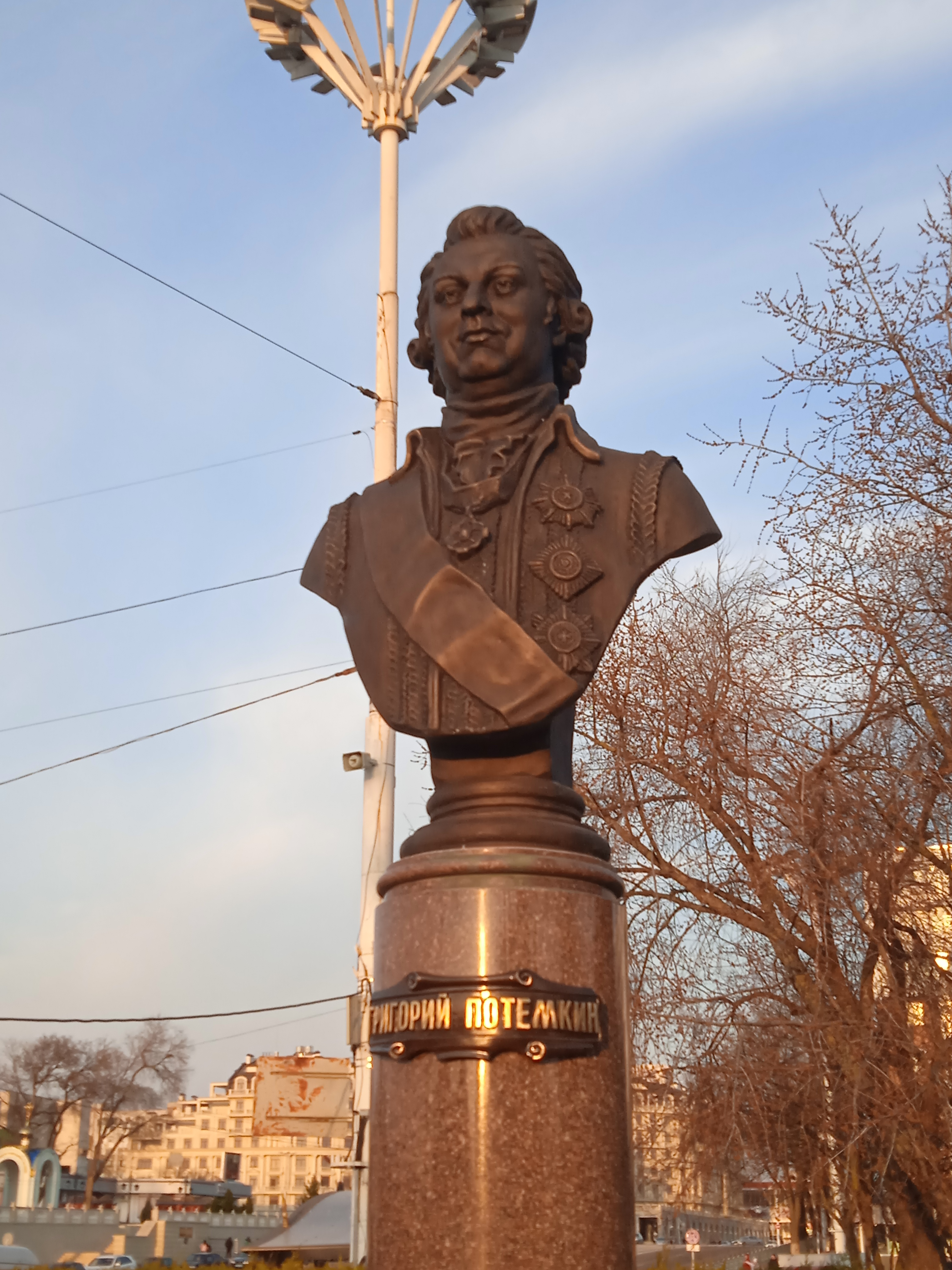
Памятник Потемкину в Тирасполе

Бюст Г. Потемкина в Краснодаре

## Памятник на месте смерти Потёмкина в 1791 г.
Первый памятник Потёмкину был возведен в Молдавии неподалёку от города Яссы на месте его скоропостижной смерти 5 октября 1791 г.
Сейчас это место находится возле села Старые Радены Унгенского района Молдавии 47°15′22″ с. ш. 27°59′45″ в. д..
Памятник представлял собой каменный столб, и был возведен на деньги племянницы Потёмкина Александры Браницкой. Со временем он был заменен на обелиск высотой более 30 метров. Возле обелиска непосредственно на месте смерти Потёмкина установлен специальный камень с надписью. Эти памятники сохранились до наших дней.

## Г.А. Потемкин в композициях памятников Екатерине II
На рубеже XIX и XX веков статуя князя была установлена как элемент композиции нескольких памятников Екатерине II в Санкт-Петербурге и Новороссии, в частности, на памятнике «Основателям Одессы» в Одессе, на памятнике Екатерине II  в Симферополе, а также в XX веке на памятниках «Тысячелетие России» в  Новгороде и Екатерине II в Краснодаре.

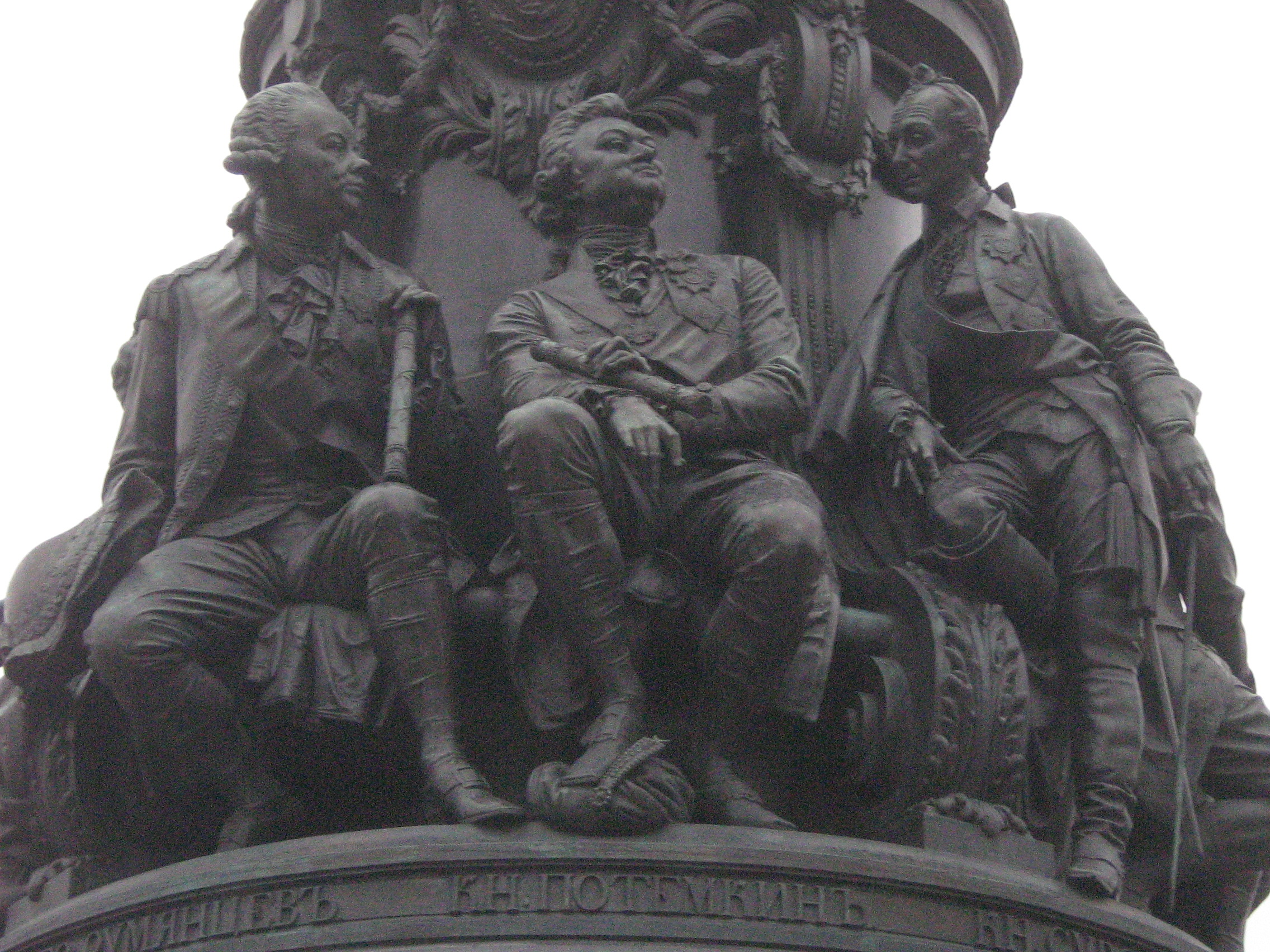
Потемкин возле пьдестала памятника Екатерине II (г.Санкт-Петербург, площадь Островского)
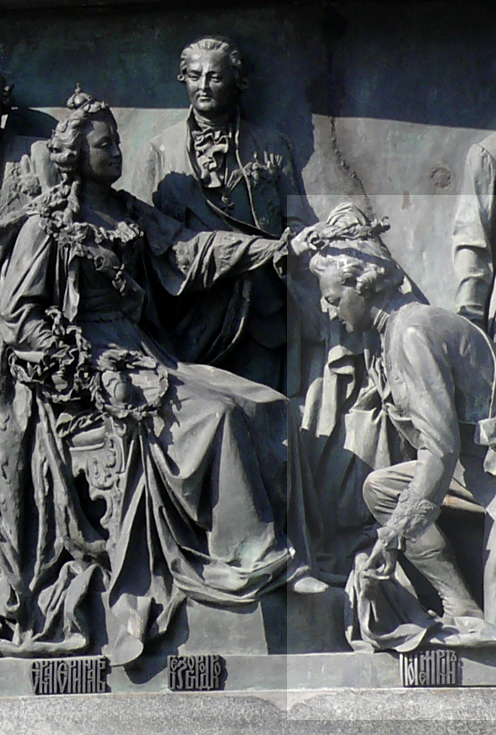
Г. А. Потёмкин на памятнике "1000-летие России" в Великом Новгороде
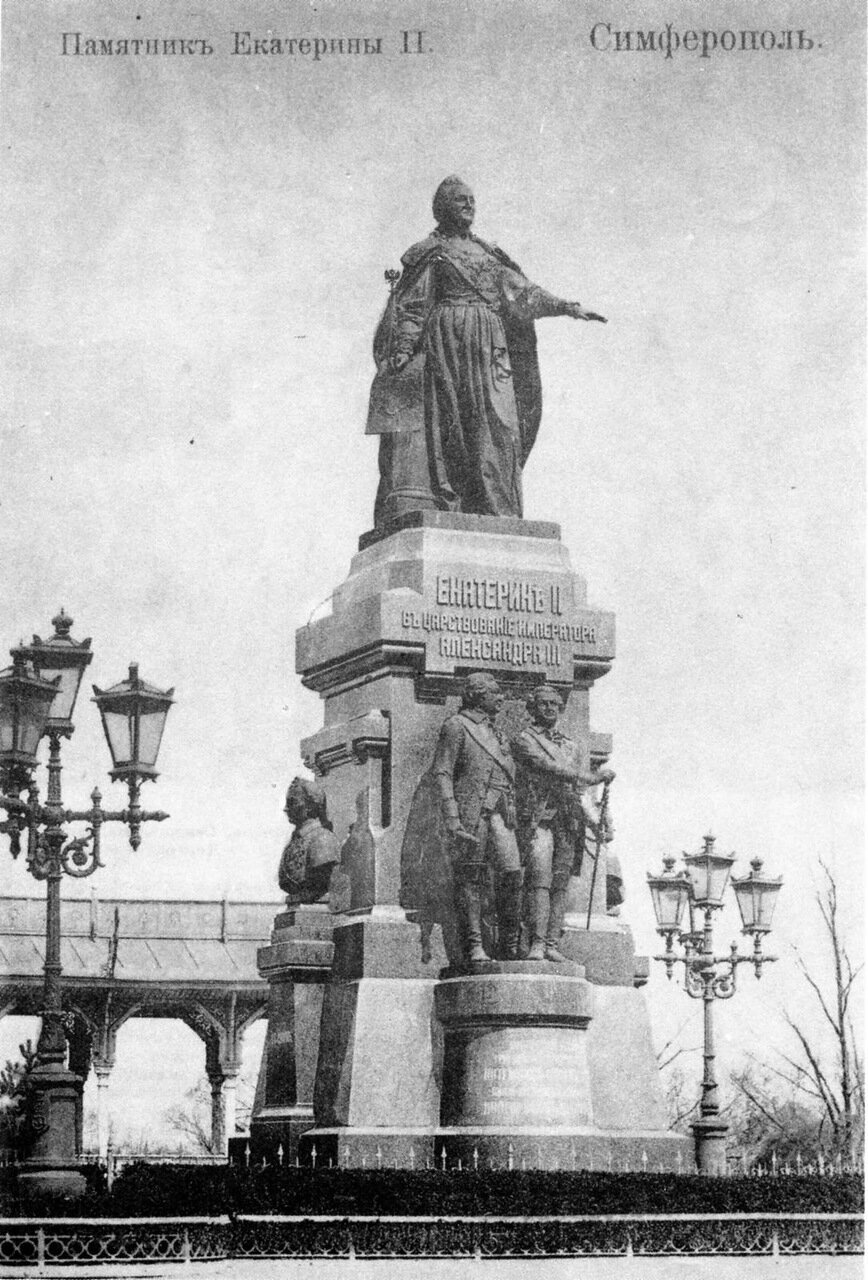
Г. А. Потёмкин на памятнике Екатерине II  в Симферополе
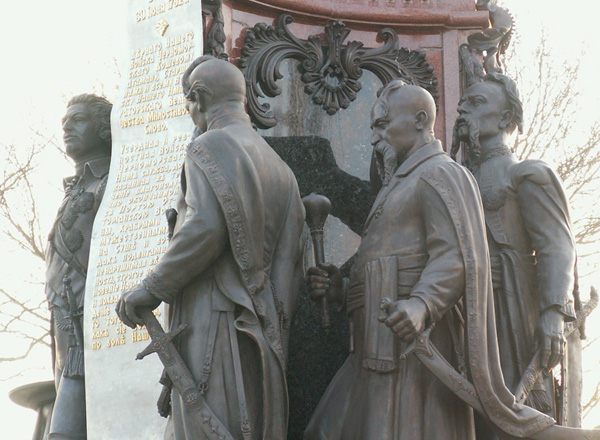
Г. А. Потёмкин на Памятнике Екатерине II  в Краснодаре
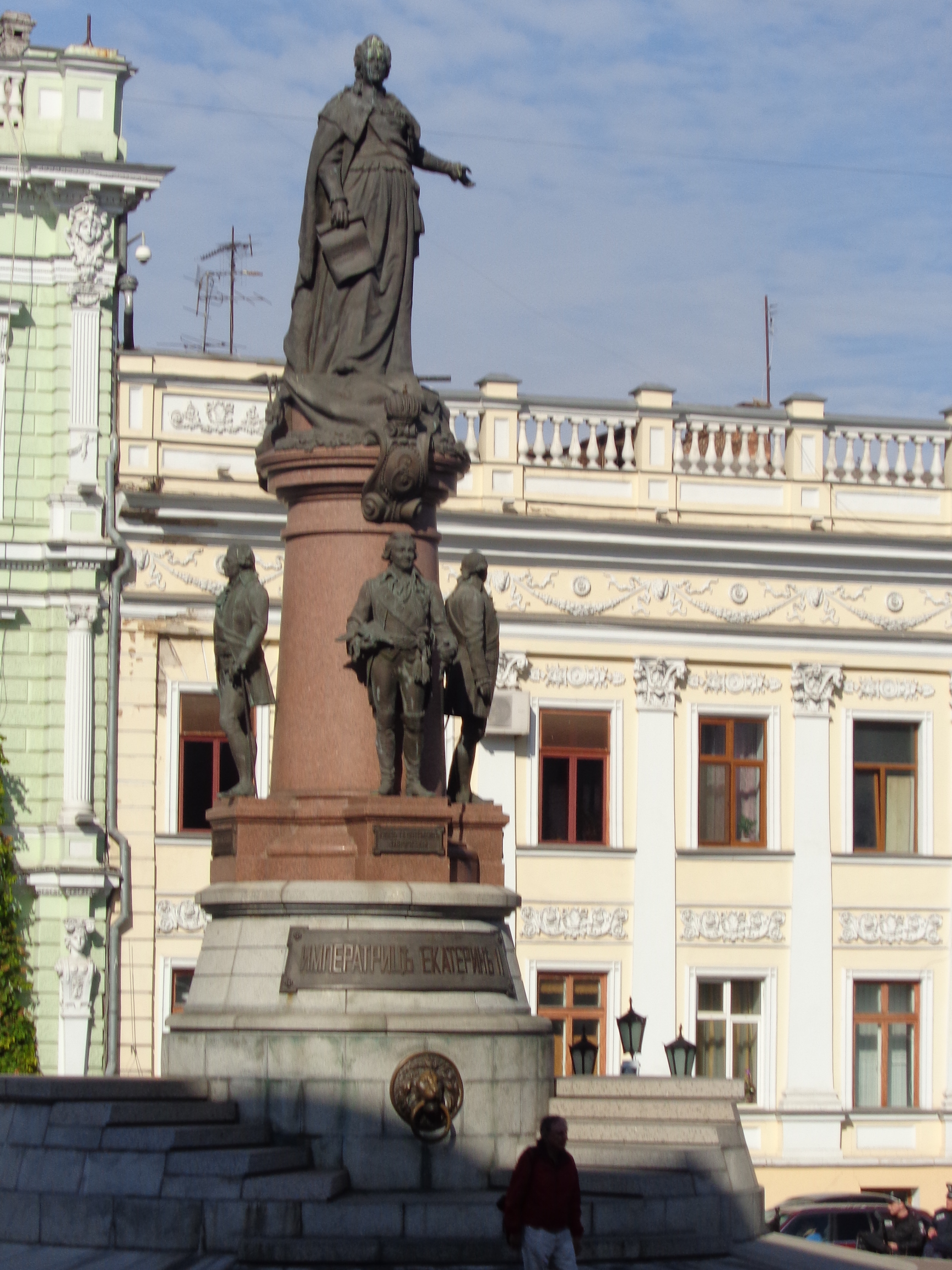
Памятник "Основателям Одессы"

## Памятники до 1917 года
Памятники установлены:

Памятник Потемкину в Херсоне на рубеже XIX-XX веков.

- в Одессе — одна из статуй памятника «Основателям Одессы», уничтожен большевиками, восстановлен в 2007, демонтирован городскими властями 29 декабря 2022 46°29′14″ с. ш. 30°44′21″ в. д.HGЯO;
- в Симферополе:
  - статуя Потёмкина на постаменте памятника Екатерине II (уничтожен большевиками, восстановлен в 2016 г.)44°57′07″ с. ш. 34°06′18″ в. д.HGЯO;

## Памятники после 1991 года
- в Бендерах в Приднестровье — памятник светлейшему князю торжественно открыт и освящён 29 августа 2010 года (созданный Творческой мастерской VIZURI ) 46°50′39″ с. ш. 29°28′04″ в. д.HGЯO[2]
- В Тирасполе в сквере де Волана Екатерининского парка в 2020 году установлен бюст Григория Потемкина.46°50′09″ с. ш. 29°36′42″ в. д.HGЯO [3]
- в Духовщине в Смоленской области — памятник светлейшему князю Г.А. Потёмкину-Таврическому открыт 4 января 2011 года.55°11′30″ с. ш. 32°24′53″ в. д.HGЯO.Торжественная церемония открытия памятника состоялась на следующий день после 220-летнего юбилея взятия Измаила русскими войсками под командованием Суворова, которые входили в состав армии князя Потёмкина-Таврического.
- в Краснодаре — один из бюстов в Мариинском сквере (т. н. Аллея российской славы)45°00′52″ с. ш. 38°57′44″ в. д.HGЯO ;
- в Николаеве — открыт 21 сентября 2007 г. в парке возле завода имени 61 коммунара (между ул. Адмиральской и Набережной);[4]. Демонтирован 8 мая 2023 г.46°58′21″ с. ш. 32°00′17″ в. д.HGЯO
- в Симферополе:
  - бюст Потёмкина открыт 16 марта 2016 г. ко 2-й годовщине проведения референдума о статусе полуострова на ул. Горького (подарок от скульптурной мастерской "Аллея Российской Славы", руководитель Сердюков М. Л. г. Краснодар)44°57′04″ с. ш. 34°05′45″ в. д.HGЯO;[5]
- в Херсоне — памятник по проекту И. Мартоса (утрачен с 1944 г.[6], восстановлен в 2003 г., скульптор восстановления Ю. Г. Степанян[7],[8] демонтирован в конце октября 2022 и вывезен вместе с прахом Потёмкина);
- в Смоленске в 2011 году у здания Смоленской торгово-промышленной палаты открыт бронзовый памятник князю Григорию Александровичу Потемкину-Таврическому работы смоленского скульптора Валерия Гращенкова. 54°47′15″ с. ш. 32°02′20″ в. д.HGЯO [9][10]
- в Севастополе — закладной камень был торжественно открыт в Севастополе на месте установки памятника князю Потемкину-Таврическому в июне 2015 года. Работу над памятником ведет скульптор Николай Кузнецов-Муромский . Предполагается, что скульптура Григория Потемкина высотой 3,5 метра будет установлена на Приморском бульваре в центре Севастополя [11][12][13][14]